# Altron (antic municipi)
|  | Aquest article és sobre l'antic municipi d'aquest nom. Per al poble, vegeu Altron. |

| \| ← \| 1812 — 1976 \| → \|                   |                    |   |
| Escut d'armes                                 |                    |   |
| Altron dins de Sort                           |                    |   |
| Període històric                              | Edat Contemporània |   |
| • Creació del municipi (Constitució de Cadis) | 1812               |   |
| • Annexió de Bernui i Sorre                   |                    |   |
| • Annexió a Sort                              | 1976               |   |
| Altitud                                       | 955,9 m            |   |
| Superfície                                    |                    |   |
| • 1976                                        | 6,5 km2            |   |
| • 2011                                        | 6,5 km2            |   |
| Població                                      |                    |   |
| • 2011                                        | 83                 |   |
| Densitat                                      | 12,8/km²           |   |
| ←                                             | 1812 — 1976        | → |

L'antic municipi d'Altron era un terme municipal de la comarca del Pallars Sobirà que va ser incorporat el 1976 al terme de Sort juntament amb Enviny i Llessui, que hi havien estat afegits el 1970, per tal de formar l'actual terme municipal de Sort.
El municipi d'Altron fou creat el 1812 a partir de les disposicions de la Constitució de Cadis i es mantingué independent fins a la seva incorporació a Sort, el 1976. També foren creats el 1812 els ajuntaments de Bernui (Bernui del Vescomtat) i Sorre, tots ells incorporats a Rialb el 1847. També comprenia l'antic poble d'Espós, despoblat des de finals de l'Edat moderna.

## Geografia
El terme d'Altron era el més petit dels quatre antics municipis units a l'actual de Sort. Amb una extensió de 6,5 km², representava una dissetena part del nou terme, de 105,05 km². A causa de la seva exigüitat, presentava una densitat de població molt alta, respecte dels altres termes que ara són del mateix municipi.

### Descripció geogràfica
L'antic terme d'Altron ocupava un espai al nord de l'actual terme de Sort. La pràctica totalitat del seu territori es trobava a la dreta del Riu de Berasti, el Rialbo, el Riu de Sall i de la continuïtat de tots dos aigües avall, el Torrent de Sant Antoni, llevat de dos punts, en què travessa breument a l'esquerra d'aquests cursos d'aigua: a l'extrem nord-oest, en el vessant meridional del Serrat d'Arquer, on hi ha la Borda del Sorri i la Borda d'en Jaume, i a la part central del termenal amb Surp, al nord-est del poble d'Altron, on hi ha lo Peironet i la Mola de Sall.

#### El perímetre de l'antic terme
El terme d'Altron limitava al nord i nord-est amb el terme de Surp, a l'extrem sud-est, breument, amb el de Rialb, a migdia amb el d'Enviny i a ponent amb el de Llessui.

##### Termenal ambSurp(ara,Rialb)
Parteix aquesta descripció de l'extrem occidental de l'Aurilla, a migdia de l'Obaga d'Esquabets, a llevant de la Borda de Marta i al nord-oest de la Borda del Sorri i de la d'en Jaume, abans esmentades. En aquest punt es trobaven els termes municipis d'Altron, Surp i Llessui. Actualment continua sent termenal, però només entre Sort i Rialb. En aquest lloc la línia de terme entre Altron i Surp s'enfila cap a llevant fins a l'Aurilla, i de seguida torna a davallar, ara cap al sud-est, fins a trobar el curs del Riu de Berasti, que ja no abandona aigües avall. Deixa al nord, dins de Surp, la Pera i el Prat de Toni i al sud, dins d'Altron, los Vernadals i la Borda de Ramon Gas, fins que arriba al Pont de Berasti, on deixa al nord el paratge de Santa Maria. A partir d'aquest lloc el curs d'aigua passa a anomenar-se el Rialbo. Ja sota aquest nom, el termenal deixa al nord els paratges del Cristo i els Mossovils i al sud els dels Berastis i els Baixants, fins que arriba a les envistes d'Escàs, al seu sud-oest, on troba les restes del Molí de Cappelat. En aquest lloc el curs d'aigua torna a canviar de nom, i passa a ser el Riu de Sall.
El termenal continua, malgrat el canvi de nom, per la llera del riu, deixa a llevant -el riu pren en aquest lloc la direcció nord-sud- el Prat de Donzell i tot seguit el Prat de Revedí, al sud del poble d'Escàs, i a ponent les Partides i les Plantades, poc més tard altre cop a llevant els Barsals, i a ponent el Prat de Morell i el Prat de Barber, fins que, a llevant del Prat de Barber, la línia de terme s'enfila per un coster a l'esquerra del Riu de Sall, cap a lo Peironet, a l'extrem sud-occidental del Serrat de Cortinos, i torna a baixar, formant un angle recte, cap al sud, per atrapar altre cop el curs d'aigua, que en aquest lloc ja es diu Torrent de Sant Antoni. Aquesta volta és per tal de deixar en terme d'Altron la Mola de Sall, situada a l'esquerra del riu o torrent. Just a la Mola de Sall el Riu de Sall passa a dir-se Torrent de Sant Antoni. El termenal segueix aquest torrent encara un bon tros, deixant en terme d'Altron, al sud-oest, les Soposes i els Revertesos i en terme de Surp lo Rengar, la Borda de Betran, la Campanya i la Central hidroelèctrica de Rialb. Més a llevant de la central, el termenal encara deixa al nord la Costa del Cabanot, el Cabanot i el Boteral i al sud, dins d'Altron, el Prat de Roca Roia. En arribar ja a tocar de la vila de Rialb, a l'extrem nord-est de la Roca Roia, però en el mateix torrent, hi havia el triterme entre Altron, Surp i Rialb, actualment entre Sort i Rialb.

##### Termenal ambRialb
Des del punt anterior, la línia de terme entre Altron (ara, Sort) i Rialb s'enfila per la carena de la Roca Roia, fins a trobar la carretera LV-5223 un xic abans de la fita quilomètrica número 3, que mena a Altron, on es trobaven els termes d'Altron, Enviny i Rialb.

##### Termenal ambEnviny(ara,Sort)
Des d'aquest punt, puja cap a l'oest, de forma irregular amb inflexions cap al sud-oest, per les Costes de Sant Josep; no segueix cap mena de carena o altre accident geogràfic rellevant, passa pel nord del Serrat de Sant Josep, després també pel nord del Serrat dels Planers, i puja fins al Tossal de Castalona, de 1.350,7 metres d'altitud, on es trobaven els termes d'Altron, Enviny i Llessui, ara tots fusionats dins del terme municipal de Sort.

##### Termenal ambLlessui(ara,Rialb)
Des del Tossal de Castalona, el termenal amb Llessui segueix la direcció oest-nord-oest, en línia recta, per l'Obaga de Castalona fins as Puialbedres, on trencap breument cap al sud-oest seguint la cota 1.250 fins al Barranc de Puineró. Quan hi arriba, gira sobtadament cap al nord-est, seguint la llera d'aquest barranc, fins que s'aboca en el Barranc d'Altron. Quan l'assoleix, torç cap a ponent seguint el barranc esmentat i després el Barranc de Pamano, fins a sota, al sud, de Bernui, lloc on gira cap al nord-oest i puja pel costat de ponent de Bernui, pel Barranc de Font Cardeta fins al lloc on es troba la Font Cardeta, a prop i al sud-est de Llessui. Ran de la carretera LV-5225, la que mena a Saurí, el termenal torna a girar, ara cap al nord-est, travessa el Serrat de Sant Jaume, i fa cap a les Auredes i el Serrat del Bago. Quan arriba a aquest serrat, a l'altitud de 1.376 metres, gira cap al nord-nord-oest, segueix el Bago de Sorre per la part alta fins al Tossal de Riba-roia i les Riba-roies, i va girant cada cop més cap al nord-oest. Així, travessa la part baixa del Barranc del Sidó i del Serrat de Pigalmartí, i comença a baixar cap al fons de la vall del Riu de Berasti, paral·lel al qual discorre aquest darrer tram de termenal. Travessa los Verdanals, i en arribar a les Redones s'acaba de decantar una mica més cap al nord i davalla cap al fons de la vall fins que troba el Riu de Berasti en el punt on ha començat la descripció del perímetre del termenal d'Altron, al límit amb Llessui (ara, tots dos, Sort) i Surp (ara, Rialb).

### Entitats de població
| Entitat de població | Habitants (2011) |
| ------------------- | ---------------- |
| Altron              | 55               |
| Bernui              | 15               |
| Sorre               | 13               |
| Font: Idescat       |                  |

## Història
En el cens del 1857 Altron apareix amb 360 habitants i 61 cèdules personals inscrites, repartides de la manera següent: Altron, 205 habitants i 36 cèdules; Beruny, 50 i 6, i Sorre, 105 i 19.
L'ajuntament d'Altron fou creat el 1812, arran de les lleis promulgades a partir de la Constitució de Cadis i la reforma de tot l'estat que s'emprengué, i fou suprimit el 1976, amb la seva incorporació al municipi de Sort.
Alcaldes:
- Joan Font (1899)
- Joan Nofre (1900)

### Demografia
| 1497 f | 1515 f | 1553 f | 1717 | 1787 | 1857 | 1877 | 1887 | 1900 | 1910 |
| ------ | ------ | ------ | ---- | ---- | ---- | ---- | ---- | ---- | ---- |
| -      | -      | 28     | -    | -    | 513  | 465  | 457  | 384  | 350  |

| 1920 | 1930 | 1940 | 1950 | 1960 | 1970 | 1981 | 1990 | 1992 | 1994 |
| ---- | ---- | ---- | ---- | ---- | ---- | ---- | ---- | ---- | ---- |
| 424  | 406  | 299  | 230  | 263  | -    | -    | -    | -    | -    |

| 1996 | 1998 | 2000 | 2002 | 2004 | 2006 | 2008 | 2010 | 2012 | 2014 |
| ---- | ---- | ---- | ---- | ---- | ---- | ---- | ---- | ---- | ---- |
| -    | -    | 74   | 76   | 78   | 87   | 89   | 86   | -    | -    |